# China Telecom
China Telecom Corp. Ltd. (chineză simplificată: 中国电信集团公司, 中国电信) (SEHK: 728, NYSE: CHA) este o companie chineză de stat din domeniul telecomunicațiilor. Este cel mai mare operator de telefonie fixă și al treilea operator de telecomunicații mobile din China.